# Freedom (Oklahoma)
Freedom é uma cidade  localizada no estado norte-americano de Oklahoma, no Condado de Woods.

## Demografia
Segundo o censo norte-americano de 2000, a sua população era de 271 habitantes.
Em 2006, foi estimada uma população de 258, um decréscimo de 13 (-4.8%).

## Geografia
De acordo com o United States Census Bureau tem uma área de
0,9 km², dos quais 0,9 km² cobertos por terra e 0,0 km² cobertos por água.

## Localidades na vizinhança
O diagrama seguinte representa as localidades num raio de 40 km ao redor de Freedom.